# Centro Nacional del Cine y la Imagen Animada
El Centro Nacional del Cine y la Imagen Animada (CNC; en francés, Centre national du cinéma et de l’image animée), también conocida como Centro Nacional del Cine, es una institución pública adscrita al Ministerio de Cultura de Francia, que se ocupa de regular, promover y ayudar a la industria audiovisual francesa. Fue creada el 25 de octubre de 1946 y está dotada de personalidad jurídica y autonomía financiera.
Aunque su objetivo fundacional es impulsar el cine francés, también apoya proyectos relacionados con series de televisión, dibujos animados, videojuegos y creación digital.

## Objetivos
Los objetivos del Centro Nacional del Cine y la Imagen Animada (CNC) son los siguientes:
1. Regular la industria cinematográfica francesa.
2. Gestionar las ayudas públicas a la creación, distribución y exportación de productos audiovisuales.
3. Promover el sector audiovisual entre todos los públicos.
4. Salvaguardar y difundir el patrimonio cinematográfico.
5. Definir y aplicar las políticas europeas e internacionales en el sector audiovisual.
6. Ocuparse de la clasificación por edades.

## Historia
El Centro Nacional del Cine (CNC) fue fundado el 25 de octubre de 1946 como parte de un acuerdo entre cineastas y poderes públicos para reimpulsar la industria cinematográfica francesa. Por aquel entonces el cine galo estaba en crisis y enfrentaba la incertidumbre del acuerdo Blum-Byrnes, que eliminaba las restricciones a los productos estadounidenses —especialmente el cine— a cambio de ayudas para la reconstrucción del país tras la Segunda Guerra Mundial.
La entidad fue concebida como una empresa pública con personalidad jurídica y autonomía financiera, que entre otras medidas regularía el cine galo y gestionaría todas las ayudas a la producción. En vez de recibir asignaciones presupuestarias, se financiaría con un impuesto especial sobre el precio de la entrada. El acuerdo contemplaba una nueva cuota de importación que beneficiaba al cine francés sin perjudicar las licencias estadounidenses, pero limitaba también la proyección de películas de otros países.
En un primer momento el CNC estuvo adscrito al Ministerio de Información y al Ministerio de Industria. Desde 1959, por petición expresa de André Malraux, forma parte del Ministerio de Cultura.
Los objetivos del Centro se han ido renovando y ampliando hacia la protección de toda la industria audiovisual francesa, incluyendo sectores como la animación, la televisión y los videojuegos.

## Financiación
El CNC posee autonomía financiera y no depende de los presupuestos generales, sino de impuestos específicos que afectan al sector audiovisual:
- Impuesto especial adicional (TSA): un 10,72% sobre el precio de la entrada de cine, en vigor desde 1948.
- Impuesto directo sobre los ingresos de los editores, distribuidores privados de servicios de televisión, y proveedores de internet.
- Impuesto sobre reproducción casera y video bajo demanda.

Según los datos del Senado de Francia, la suma de estos tres conceptos representó un ingreso superior a los 700 millones de euros en 2017.